# Cappella di Maia
La cappella funeraria di Maia (o Maya), in sigla TT338 (Theban Tomb 338), è una delle Tombe dei Nobili ubicate a Deir el-Medina, nell'area della cosiddetta Necropoli tebana, sulla sponda occidentale del Nilo dinanzi alla città di Luxor, in Egitto.
Destinata a sepolture di nobili e funzionari connessi alle case regnanti, specie del Nuovo Regno, l'area venne sfruttata, come necropoli, fin dall'Antico Regno e, successivamente, sino al periodo Saitico (con la XXVI dinastia) e Tolemaico.
La cappella, dopo essere stata smontata e ricostruita, è conservata presso il Museo Egizio di Torino.

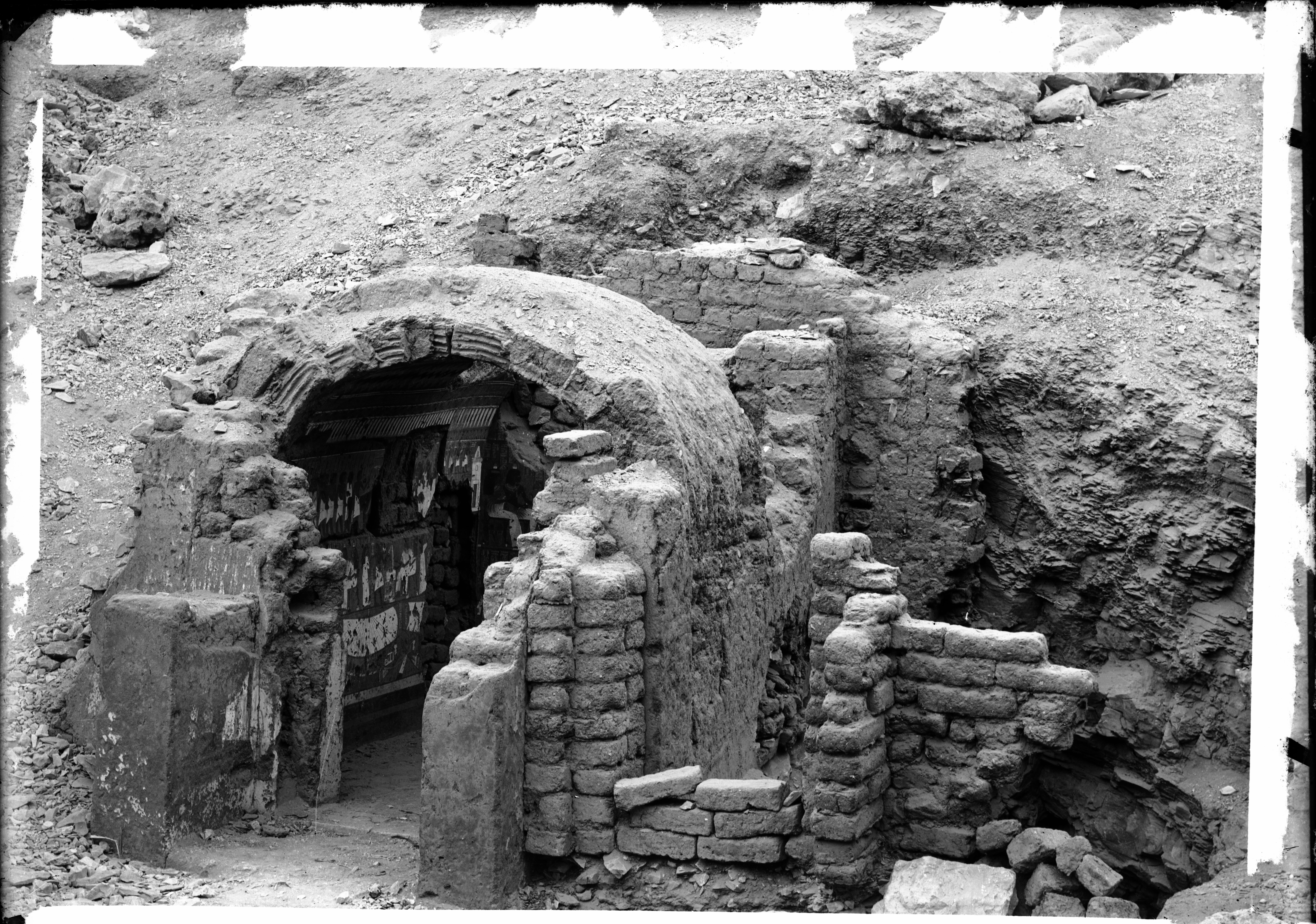
Veduta esterna della tomba all'epoca della sua scoperta da parte di Schiaparelli a Deir el-Medina, 1905-1906
Interno della cappella di Maia, vista verso la parete d'ingresso

## Titolare
TT338 era la tomba di:
| Titolare | Titolo              | Necropoli      | Dinastia/Periodo     | Note |
| -------- | ------------------- | -------------- | -------------------- | ---- |
| Maya     | Disegnatore di Amon | Deir el-Medina | tarda XVIII dinastia |      |

## Biografia
Unica notizia biografica ricavabile sul possessore della tomba Maia, disegnatore di Amon a Deir el-Medina alla fine della XVIII dinastia, è il nome della moglie Tamit (o Tamyt).

Dettaglio della decorazione della parete di fondo che ritrae il defunto Maia con la moglie Tamit
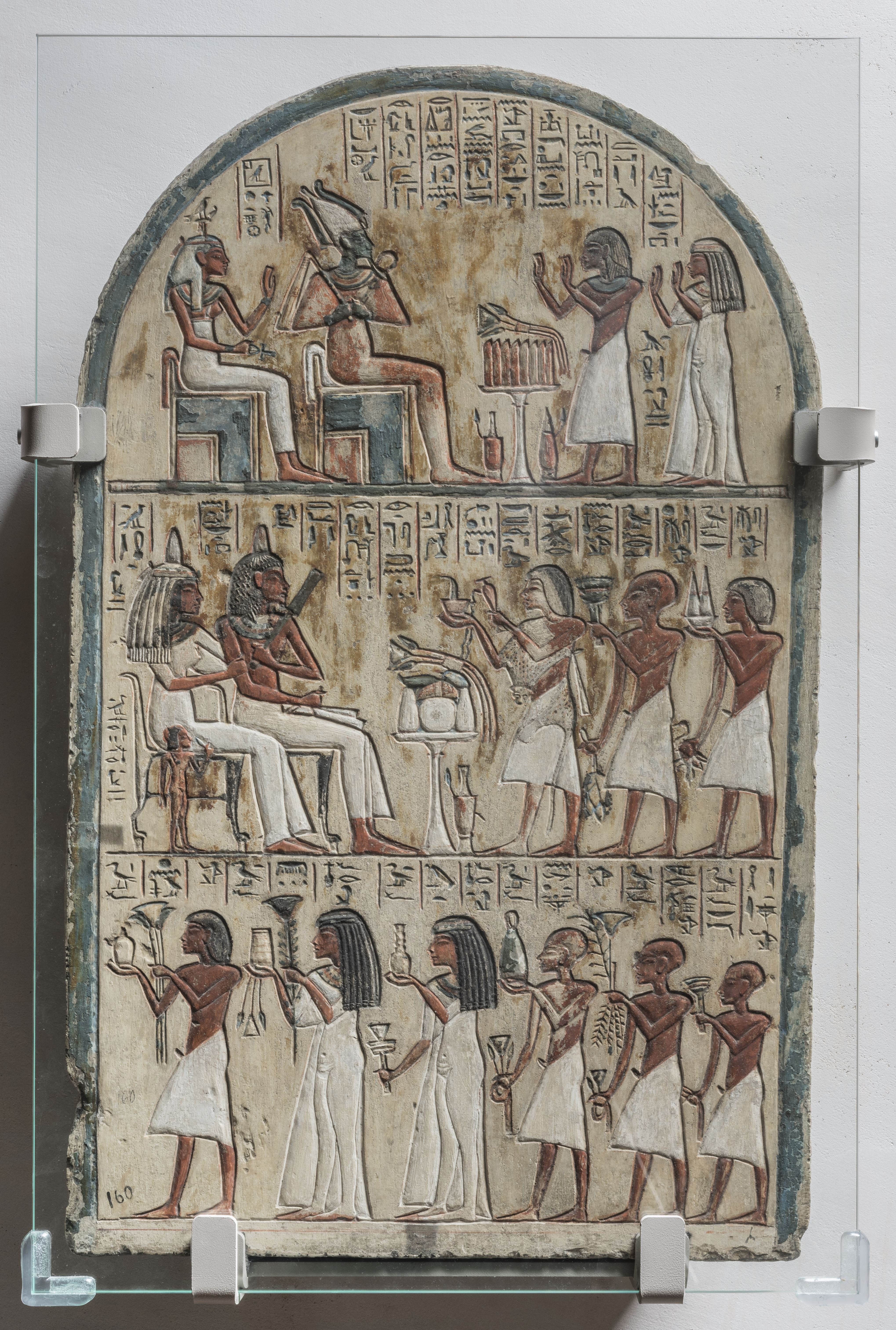
Stele funeraria di Maia, pietra calcarea. Museo Egizio, Torino (C. 1579). La stele dipinta giunse a Torino con la collezione di Bernardino Drovetti nel 1824. Fu probabilmente scoperta nei pressi della cappella funeraria dove Schiaparelli avrebbe scavato circa 80 anni dopo. Nella parte superiore della stele, Maia e sua moglie Tamit rendono omaggio a Osiride e Hathor, le divinità della necropoli. Nel registro inferiore è raffigurata una scena simile e corrispondente in cui Maia e la moglie ricevono offerte di cibo, a loro volta, dai loro numerosi figli, in linea con un principio di reciprocità che si ritrova spesso nel pensiero religioso egiziano.

## Descrizione

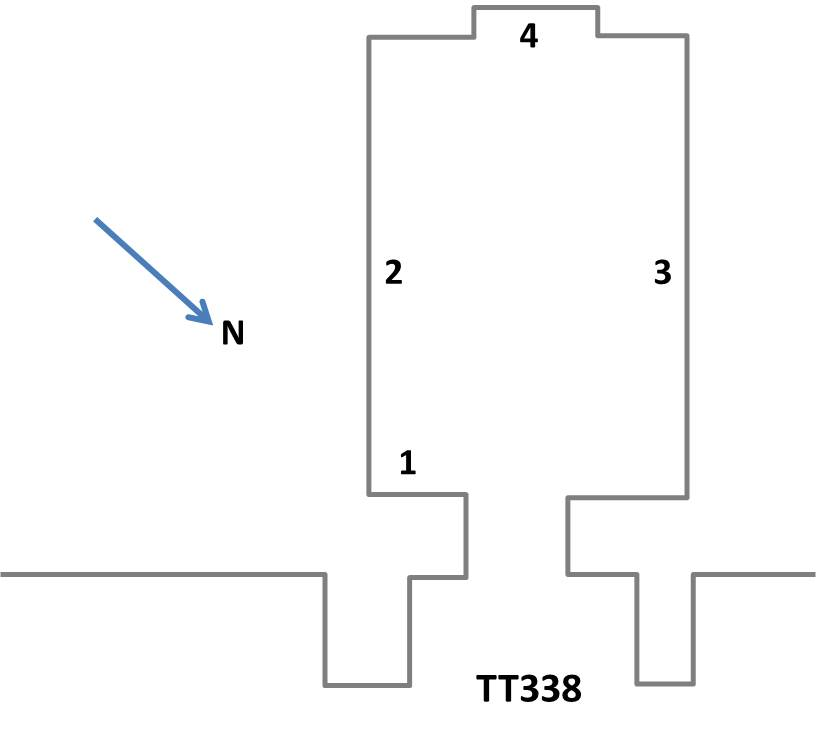
Planimetria schematica della tomba TT338

La cappella di Maia è costituita da un piccolo ambiente, smontato e ricostruito presso il Museo Egizio di Torino (cat. 07910); la numerazione in planimetria fa perciò riferimento a tale reperto. Le pareti sono costruite in mattoni di fango fresco e paglia, poi ricoperte di intonaco dipinto con tempera applicata a secco. Sulla parete a sinistra dell'ingresso, una prefica (1), la cui azione è rivolta verso la processione funeraria che si svolge su altra parete (2), su tre registri sovrapposti: la processione funeraria, uomini e buoi che trainano il sarcofago, scene di offertorio rivolte al defunto e alla moglie, scene del pellegrinaggio ad Abido. Sulla parete opposta (3), su due registri scene di offertorio al defunto e alla moglie, nonché tre barche. Sul fondo (4) i resti in due registri della coppia assisa e di prete che precede offerenti. Nello stesso Museo di Torino si trova anche una stele (cat. 1579) che, su tre registri, vede il defunto e la moglie in offertorio a Osiride e Hathor; tre figli e una figlia (nomi non indicati) in offertorio ai genitori e alcuni familiari..

Scena dipinta nella parete di fondo
Scena dipinta
Scena dipinta
Particolare della decorazione della volta

### Annotazioni
1. ↑  La prima numerazione delle tombe, dalla numero 1 alla 252, risale al 1913 con l'edizione del "Topographical Catalogue of the Private Tombs of Thebes" di Alan Gardiner e Arthur Weigall. Le tombe erano numerate in ordine di scoperta e non geografico; ugualmente in ordine cronologico di scoperta sono le tombe dalla 253 in poi.
2. ↑  I campi della Duat, ovvero l'oltretomba egizio, si trovavano, secondo le credenze, proprio sulla riva occidentale del grande fiume.
3. ↑  Nella sua epoca di utilizzo, l'area era nota come "Quella di fronte al suo Signore" (con riferimento alla riva orientale, dove si trovavano le strutture dei Palazzi di residenza dei re e i templi dei principali dei) o, più semplicemente, "Occidente di Tebe".
4. ↑  le Tombe dei Nobili, benché raggruppate in un'unica area, sono di fatto distribuite su più necropoli distinte.
5. ↑  Le note, sovente di inquadramento topografico della tomba, sono tratte, fino alla TT252, dal "Topographical Catalogue" di Gardiner e Weigall, ed. 1913 e fanno perciò riferimento alla situazione dell'epoca.
6. ↑  La numerazione dei locali e delle pareti segue quella di Porter e Moss 1927, p. 400.
7. ↑  Porter e Moss, p. 406, indicano il categorico della cappella in 7886.

### Fonti
1. ↑  Gardiner e Weigall 1913.
2. ↑  Donadoni 1999,  p. 115.
3. ↑  Porter e Moss 1927, p. 406.
4. 1 2  Porter e Moss 1927,  p. 406.
5. ↑   Collezione online - Stele of Maia, su collezioni.museoegizio.it. URL consultato l'11 marzo 2025.
6. ↑   Cappella di Maia, su collezioni.museoegizio.it. URL consultato il 12 luglio 2023.